# Wahlkreis Limburg-Weilburg II
Der Wahlkreis Limburg-Weilburg II (Wahlkreis 22) ist einer von zwei Landtagswahlkreisen im hessischen Landkreis Limburg-Weilburg. Der Wahlkreis umfasst die Städte und Gemeinden Beselich, Bad Camberg, Löhnberg, Mengerskirchen, Merenberg, Runkel, Selters (Taunus), Villmar, Weilburg, Weilmünster und Weinbach im Osten des Kreises.
Wahlberechtigt waren bei der letzten Landtagswahl 66.285 der rund 87.000 Einwohner des Wahlkreises.
Der Wahlkreis Limburg-Weilburg II besteht in unveränderter Form seit dem 1. Januar 1983, davor gehörten Beselich, Löhnberg, Mengerskirchen, Merenberg, Runkel mit Ausnahme des Stadtteils Dehrn, Münster (Selters), Villmar, Weilburg, Weilmünster und Weinbach als Bestandteile des früheren Oberlahnkreises zum Wahlkreis 18, die einst zum Kreis Limburg zählenden Orte Bad Camberg, Runkel-Dehrn sowie Selters ohne den Ortsteil Münster dagegen zum Wahlkreis 22.

## Wahl 2023
| Landtagswahl in Hessen 2023 – WK Limburg-Weilburg IIZweitstimmen %403020100 38,5 %21,6 %15,5 %10,4 %4,1 %3,7 %1,8 %1,7 %2,8 % CDUAfDSPDGrüneFDPFWLinkeTierschutzSonst.Gewinne und Verlusteim Vergleich zu 2018 %p 10 8 6 4 2 0 −2 −4 −6 −8+8,5 %p+7,3 %p−6,2 %p−4,8 %p−3,2 %p−0,3 %p−2,4 %p+0,7 %p+0,6 %pCDUAfDSPDGrüneFDPFWLinkeTierschutzSonst. |

| Gegenstand der Nachweisung | Gegenstand der Nachweisung | Erst- stimmen | Erst- stimmen | Zweit- stimmen | Zweit- stimmen |
| Bewerber                   | Partei                     | Anzahl        | %             | Anzahl         | %              |
| -------------------------- | -------------------------- | ------------- | ------------- | -------------- | -------------- |
| Wahlberechtigte            | Wahlberechtigte            | 67.226        | 67.226        | 67.226         | 67.226         |
| Wähler                     | Wähler                     | 45.309        | 45.309        | 45.309         | 67,4           |
| Ungültige Stimmen          | Ungültige Stimmen          | 944           | 2,1           | 826            | 1,8            |
| Gültige Stimmen            | Gültige Stimmen            | 44.365        | 97,9          | 44.483         | 98,2           |
| davon                      |                            |               |               |                |                |
| Andreas Hofmeister         | CDU                        | 17.464        | 39,4          | 17.119         | 38,5           |
| Anke Föh-Harshman          | GRÜNE                      | 3.610         | 8,1           | 4.618          | 10,4           |
| Tobias Eckert              | SPD                        | 9.317         | 21,0          | 6.875          | 15,5           |
| Egon Maurer                | AfD                        | 9.152         | 20,6          | 9.595          | 21,6           |
| Yannik Hafeneger           | FDP                        | 1.475         | 3,3           | 1.840          | 4,1            |
| Bernd Steioff              | Die Linke                  | 924           | 2,1           | 781            | 1,8            |
| Andreas Bendel             | Freie Wähler               | 2.365         | 5,3           | 1.637          | 3,7            |
|                            | Tierschutzpartei           |               |               | 738            | 1,7            |
|                            | Die PARTEI                 | 242           | 0,5           |                |                |
|                            | Piraten                    | 117           | 0,3           |                |                |
|                            | ÖDP                        | 54            | 0,1           |                |                |
|                            | P. f. schulm. Verjf.       | 23            | 0,1           |                |                |
|                            | V-Partei³                  | 139           | 0,3           |                |                |
|                            | PdH                        | 39            | 0,1           |                |                |
|                            | ABG                        | 76            | 0,2           |                |                |
|                            | APPD                       | 42            | 0,1           |                |                |
|                            | Basis                      | 215           | 0,5           |                |                |
|                            | DKP                        | 19            | 0,0           |                |                |
|                            | DIE NEUE MITTE             | 19            | 0,0           |                |                |
|                            | Volt                       | 243           | 0,5           |                |                |
|                            | Klimaliste                 | 52            | 0,1           |                |                |
| Andrea Rehwald             | Bündnis C                  | 58            | 0,1           |                |                |

## Wahl 2018
| Gegenstand der Nachweisung | Gegenstand der Nachweisung | Wahlkreis- stimmen | Wahlkreis- stimmen | Landes- stimmen | Landes- stimmen |
| Kreiswahlbewerber/in       | Partei                     | Anzahl             | %                  | Anzahl          | %               |
| -------------------------- | -------------------------- | ------------------ | ------------------ | --------------- | --------------- |
| Wahlberechtigte            | Wahlberechtigte            | 64.197             | 100,0              | 64.197          | 100,0           |
| Wähler                     | Wähler                     | 42.256             | 65,8               | 42.256          | 65,8            |
| Ungültige Stimmen          | Ungültige Stimmen          | 1.174              | 2,8                | 1.127           | 2,7             |
| Gültige Stimmen            | Gültige Stimmen            | 41.082             | 100,0              | 41.129          | 100,0           |
| davon                      |                            |                    |                    |                 |                 |
| Andreas Hofmeister         | CDU                        | 12.820             | 31,2               | 12.399          | 30,1            |
| Tobias Eckert              | SPD                        | 11.436             | 27,8               | 8.975           | 21,8            |
| Holger Reich               | GRÜNE                      | 4.859              | 11,8               | 6.234           | 15,2            |
| André Pabst                | LINKE                      | 1.513              | 3,7                | 1.716           | 4,2             |
| Armin Müller               | FDP                        | 2.871              | 7,0                | 2.986           | 7,3             |
| Egon Maurer                | AfD                        | 5.614              | 13,7               | 5.847           | 14,2            |
| –                          | PIRATEN                    | x                  | x                  | 127             | 0,3             |
| Claudia Hauser             | FREIE WÄHLER               | 1.923              | 4,7                | 1.659           | 4,0             |
| –                          | NPD                        | x                  | x                  | 87              | 0,2             |
| –                          | Die PARTEI                 | x                  | x                  | 246             | 0,6             |
| –                          | ÖDP                        | x                  | x                  | 46              | 0,1             |
| –                          | Die Grauen                 | x                  | x                  | 67              | 0,2             |
| –                          | BüSo                       | x                  | x                  | 3               | 0,0             |
| –                          | AD-Demokraten              | x                  | x                  | 18              | 0,0             |
| –                          | Bündnis C                  | x                  | x                  | 59              | 0,1             |
| –                          | BGE                        | x                  | x                  | 37              | 0,1             |
| –                          | Die Violetten              | x                  | x                  | 45              | 0,1             |
| –                          | LKR                        | x                  | x                  | 14              | 0,0             |
| –                          | Menschliche Welt           | x                  | x                  | 23              | 0,1             |
| –                          | Die Humanisten             | x                  | x                  | 27              | 0,1             |
| –                          | Gesundheitsforschung       | x                  | x                  | 67              | 0,2             |
| –                          | Tierschutzpartei           | x                  | x                  | 419             | 1,0             |
| –                          | V-Partei³                  | x                  | x                  | 28              | 0,1             |
| Imela Wiemann              | ÖkoLinX                    | 46                 | 0,1                | x               | x               |

Neben dem direkt gewählten Wahlkreisabgeordneten Andreas Hofmeister (CDU) ist auch der SPD-Kandidat Tobias Eckert über die Landesliste seiner Partei in den Landtag eingezogen.

## Wahl 2013
| Gegenstand der Nachweisung | Gegenstand der Nachweisung | Wahlkreis- stimmen | Wahlkreis- stimmen | Landes- stimmen | Landes- stimmen |
| Kreiswahlbewerber/in       | Partei                     | Anzahl             | %                  | Anzahl          | %               |
| -------------------------- | -------------------------- | ------------------ | ------------------ | --------------- | --------------- |
| Wahlberechtigte            | Wahlberechtigte            | 65.186             | 100,0              | 65.186          | 100,0           |
| Wähler                     | Wähler                     | 46.969             | 72,1               | 46.969          | 72,1            |
| Ungültige Stimmen          | Ungültige Stimmen          | 1.375              | 2,9                | 1.283           | 2,7             |
| Gültige Stimmen            | Gültige Stimmen            | 45.594             | 100,0              | 45.686          | 100,0           |
| davon                      |                            |                    |                    |                 |                 |
| Andreas Hofmeister         | CDU                        | 19.984             | 43,8               | 19.416          | 42,5            |
| Tobias Eckert              | SPD                        | 16.805             | 36,9               | 14.597          | 32,0            |
| Armin Müller               | FDP                        | 1.533              | 3,4                | 1.983           | 4,3             |
| Sabine Häuser-Eltgen       | GRÜNE                      | 2.547              | 5,6                | 3.311           | 7,2             |
| Kornelia Löw               | LINKE                      | 1.738              | 3,8                | 1.825           | 4,0             |
| Andreas Bendel             | FREIE WÄHLER               | 1.237              | 2,7                | 794             | 1,7             |
|                            | NPD                        | x                  | x                  | 561             | 1,2             |
|                            | REP                        | x                  | x                  | 95              | 0,2             |
|                            | PIRATEN                    | x                  | x                  | 669             | 1,5             |
|                            | BüSo                       | x                  | x                  | 17              | 0,0             |
|                            | ADd                        | x                  | x                  | 57              | 0,1             |
|                            | Die Grauen                 | x                  | x                  | 34              | 0,1             |
| Jörg Müller                | AfD                        | 1.716              | 3,8                | 2.050           | 4,5             |
|                            | AVIP                       | x                  | x                  | 40              | 0,1             |
|                            | LUPe                       | x                  | x                  | 7               | 0,0             |
|                            | ÖDP                        | x                  | x                  | 39              | 0,1             |
|                            | Die PARTEI                 | x                  | x                  | 166             | 0,4             |
|                            | PSG                        | x                  | x                  | 25              | 0,1             |

Neben Andreas Hofmeister als Gewinner des Direktmandats ist aus dem Wahlkreis noch Tobias Eckert über die Landesliste in den Landtag eingezogen.

## Wahl 2009
| Gegenstand der Nachweisung | Gegenstand der Nachweisung | Wahlkreis- stimmen | Wahlkreis- stimmen | Landes- stimmen | Landes- stimmen |
| Bewerber                   | Partei                     | Anzahl             | %                  | Anzahl          | %               |
| -------------------------- | -------------------------- | ------------------ | ------------------ | --------------- | --------------- |
| Wahlberechtigte            | Wahlberechtigte            | 66.285             | 100,0              | 66.285          | 100,0           |
| Wähler                     | Wähler                     | 39.434             | 59,5               | 39.434          | 59,5            |
| Ungültige Stimmen          | Ungültige Stimmen          | 1.091              | 2,8                | 1.037           | 2,6             |
| Gültige Stimmen            | Gültige Stimmen            | 38.343             | 100,0              | 38.397          | 100,0           |
| davon                      |                            |                    |                    |                 |                 |
| Karlheinz Weimar           | CDU                        | 18.105             | 47,2               | 16.441          | 42,8            |
| Tobias Eckert              | SPD                        | 10.889             | 28,4               | 9.131           | 23,8            |
| Armin Müller               | FDP                        | 3.895              | 10,2               | 5.893           | 15,3            |
| Mathias Wagner             | GRÜNE                      | 2.374              | 6,2                | 3.449           | 9,0             |
| Reimund Benack             | LINKE                      | 1.441              | 3,8                | 1.694           | 4,4             |
|                            | REP                        | –                  | –                  | 173             | 0,5             |
| Christian Harms            | FREIE WÄHLER               | 1.639              | 4,3                | 1.109           | 2,9             |
|                            | NPD                        | –                  | –                  | 284             | 0,7             |
|                            | PIRATEN                    | –                  | –                  | 160             | 0,4             |
|                            | BüSo                       | –                  | –                  | 63              | 0,2             |

## Wahl 2008
| Gegenstand der Nachweisung | Gegenstand der Nachweisung | Wahlkreis- stimmen | Wahlkreis- stimmen | Landes- stimmen | Landes- stimmen |
| Bewerber                   | Partei                     | Anzahl             | %                  | Anzahl          | %               |
| -------------------------- | -------------------------- | ------------------ | ------------------ | --------------- | --------------- |
| Wahlberechtigte            | Wahlberechtigte            | 66.359             | 100,0              | 66.359          | 100,0           |
| Wähler                     | Wähler                     | 41.721             | 62,9               | 41.721          | 62,9            |
| Ungültige Stimmen          | Ungültige Stimmen          | 1.103              | 2,6                | 946             | 2,3             |
| Gültige Stimmen            | Gültige Stimmen            | 40.618             | 100,0              | 40.775          | 100,0           |
| davon                      |                            |                    |                    |                 |                 |
| Karlheinz Weimar           | CDU                        | 18.281             | 45,0               | 17.343          | 42,5            |
| Tobias Eckert              | SPD                        | 14.932             | 36,8               | 14.491          | 35,5            |
| Mathias Wagner             | GRÜNE                      | 1.729              | 4,3                | 2.016           | 4,9             |
| Armin Müller               | FDP                        | 2.640              | 6,5                | 3.468           | 8,5             |
| Norbert Meinhardt          | REP                        | 351                | 0,9                | 267             | 0,7             |
|                            | Die Tierschutzpartei       | –                  | –                  | 209             | 0,5             |
|                            | BüSo                       | –                  | –                  | 8               | 0,0             |
|                            | PSG                        | –                  | –                  | 12              | 0,0             |
|                            | Volksabstimmung            | –                  | –                  | 50              | 0,1             |
|                            | GRAUE                      | –                  | –                  | 50              | 0,1             |
| Winfried Schmidt-Norgiev   | LINKE                      | 1.387              | 3,4                | 1.728           | 4,2             |
|                            | Die Violetten              | –                  | –                  | 23              | 0,1             |
|                            | FAMILIE                    | –                  | –                  | 112             | 0,3             |
| Christian Harms            | FREIE WÄHLER               | 1.001              | 2,5                | 537             | 1,3             |
| Michael Lange              | NPD                        | 297                | 0,7                | 345             | 0,8             |
|                            | PIRATEN                    | –                  | –                  | 99              | 0,2             |
|                            | UB                         | –                  | –                  | 17              | 0,0             |

## Wahl 2003
| Gegenstand der Nachweisung | Gegenstand der Nachweisung | Wahlkreis- stimmen | Wahlkreis- stimmen | Landes- stimmen | Landes- stimmen |
| Bewerber                   | Partei                     | Anzahl             | %                  | Anzahl          | %               |
| -------------------------- | -------------------------- | ------------------ | ------------------ | --------------- | --------------- |
| Wahlberechtigte            | Wahlberechtigte            | 65.835             | 100,0              | 65.835          | 100,0           |
| Wähler                     | Wähler                     | 41.749             | 63,4               | 41.749          | 63,4            |
| Ungültige Stimmen          | Ungültige Stimmen          | 1.196              | 2,9                | 936             | 2,2             |
| Gültige Stimmen            | Gültige Stimmen            | 40.553             | 100,0              | 40.813          | 100,0           |
| davon                      |                            |                    |                    |                 |                 |
| Karlheinz Weimar           | CDU                        | 22.740             | 56,1               | 22.040          | 54,0            |
| Manfred Birko              | SPD                        | 13.581             | 33,5               | 12.020          | 29,5            |
| Matthias Wagner            | GRÜNE                      | 1.950              | 4,8                | 2.476           | 6,1             |
| Armin Müller               | FDP                        | 2.282              | 5,6                | 3.069           | 7,5             |
|                            | REP                        | –                  | –                  | 435             | 1,1             |
|                            | Die Tierschutzpartei       | –                  | –                  | 250             | 0,6             |
|                            | DIE FRAUEN                 | –                  | –                  | 107             | 0,3             |
|                            | PBC                        | –                  | –                  | 48              | 0,1             |
|                            | DKP                        | –                  | –                  | 58              | 0,1             |
|                            | ödp                        | –                  | –                  | 32              | 0,1             |
|                            | BüSo                       | –                  | –                  | 22              | 0,1             |
|                            | FAG Hessen                 | –                  | –                  | 43              | 0,1             |
|                            | PSG                        | –                  | –                  | 16              | 0,0             |
|                            | Schill                     | –                  | –                  | 197             | 0,5             |

## Wahl 1999
| Gegenstand der Nachweisung | Gegenstand der Nachweisung | Wahlkreis- stimmen | Wahlkreis- stimmen | Landes- stimmen | Landes- stimmen |
| Bewerber                   | Partei                     | Anzahl             | %                  | Anzahl          | %               |
| -------------------------- | -------------------------- | ------------------ | ------------------ | --------------- | --------------- |
| Wahlberechtigte            | Wahlberechtigte            | 64.822             | 100,0              | 64.822          | 100,0           |
| Wähler                     | Wähler                     | 43.131             | 66,5               | 43.131          | 66,5            |
| Ungültige Stimmen          | Ungültige Stimmen          | 1.145              | 2,7                | 758             | 1,8             |
| Gültige Stimmen            | Gültige Stimmen            | 41.986             | 100,0              | 42.373          | 100,0           |
| davon                      |                            |                    |                    |                 |                 |
| Karlheinz Weimar           | CDU                        | 20.710             | 49,3               | 20.188          | 47,6            |
| Helmut Jung                | SPD                        | 17.883             | 42,6               | 17.188          | 40,6            |
| Jochen-Eric Eckert         | GRÜNE                      | 1.334              | 3,2                | 1.704           | 4,0             |
| Josef Hannappel            | F.D.P.                     | 1.096              | 2,6                | 1.703           | 4,0             |
| Klaus-Peter Girmann        | REP                        | 856                | 2,0                | 834             | 2,0             |
|                            | Die Tierschutzpartei       | –                  | –                  | 174             | 0,4             |
|                            | DIE FRAUEN                 | –                  | –                  | 66              | 0,2             |
|                            | PASS                       | –                  | –                  | 24              | 0,1             |
|                            | DKP                        | –                  | –                  | 32              | 0,1             |
|                            | BüSo                       | –                  | –                  | 12              | 0,0             |
|                            | FWG                        | –                  | –                  | 160             | 0,4             |
|                            | PBC                        | –                  | –                  | 34              | 0,1             |
|                            | DHP                        | –                  | –                  | 9               | 0,0             |
|                            | NATURGESETZ                | –                  | –                  | 24              | 0,1             |
|                            | ödp                        | –                  | –                  | 28              | 0,1             |
|                            | NPD                        | –                  | –                  | 73              | 0,2             |
| Klaus Franke               | BFB-Die Offensive          | 107                | 0,3                | 120             | 0,3             |

## Wahl 1995
| Gegenstand der Nachweisung | Gegenstand der Nachweisung | Wahlkreis- stimmen | Wahlkreis- stimmen | Landes- stimmen | Landes- stimmen |
| Bewerber                   | Partei                     | Anzahl             | %                  | Anzahl          | %               |
| -------------------------- | -------------------------- | ------------------ | ------------------ | --------------- | --------------- |
| Wahlberechtigte            | Wahlberechtigte            | 63.544             | 100,0              | 63.544          | 100,0           |
| Wähler                     | Wähler                     | 39.449             | 62,1               | 39.449          | 62,1            |
| Ungültige Stimmen          | Ungültige Stimmen          | 1.089              | 2,8                | 894             | 2,3             |
| Gültige Stimmen            | Gültige Stimmen            | 38.360             | 100,0              | 38.555          | 100,0           |
| davon                      |                            |                    |                    |                 |                 |
| Helmut Jung                | SPD                        | 17.134             | 44,7               | 16.264          | 42,2            |
| Karlheinz Weimar           | CDU                        | 17.451             | 45,5               | 16.572          | 43,0            |
| Ute Weinmann               | GRÜNE                      | 1.980              | 5,2                | 2.596           | 6,7             |
| Josef Hannappel            | F.D.P.                     | 1.057              | 2,8                | 2.117           | 5,5             |
| Dag Hornbacher             | ÖDP                        | 238                | 0,6                | 127             | 0,3             |
|                            | GRAUE                      | –                  | –                  | 74              | 0,2             |
| Klaus-Peter Girmann        | REP                        | 350                | 0,9                | 341             | 0,9             |
|                            | Solidarität                | –                  | –                  | 6               | 0,0             |
|                            | APD                        | –                  | –                  | 176             | 0,5             |
|                            | DKP                        | –                  | –                  | 23              | 0,1             |
| Roland Vobl                | NPD                        | 150                | 0,4                | 120             | 0,3             |
|                            | DHP                        | –                  | –                  | 14              | 0,0             |
|                            | f.NEP                      | –                  | –                  | 14              | 0,0             |
|                            | NATURGESETZ                | –                  | –                  | 27              | 0,1             |
|                            | BFB                        | –                  | –                  | 42              | 0,1             |
|                            | PBC                        | –                  | –                  | 20              | 0,1             |
|                            | STATT Partei               | –                  | –                  | 22              | 0,1             |

## Wahl 1991
| Gegenstand der Nachweisung | Gegenstand der Nachweisung | Wahlkreis- stimmen | Wahlkreis- stimmen | Landes- stimmen | Landes- stimmen |
| Bewerber                   | Partei                     | Anzahl             | %                  | Anzahl          | %               |
| -------------------------- | -------------------------- | ------------------ | ------------------ | --------------- | --------------- |
| Wahlberechtigte            | Wahlberechtigte            | 62.282             | 100,0              | 62.282          | 100,0           |
| Wähler                     | Wähler                     | 44.529             | 71,5               | 44.529          | 71,5            |
| Ungültige Stimmen          | Ungültige Stimmen          | 927                | 2,1                | 860             | 1,9             |
| Gültige Stimmen            | Gültige Stimmen            | 43.602             | 100,0              | 43.669          | 100,0           |
| davon                      |                            |                    |                    |                 |                 |
| Karlheinz Weimar           | CDU                        | 20.230             | 46,4               | 18.877          | 43,2            |
| Helmut Jung                | SPD                        | 19.896             | 45,6               | 19.283          | 44,2            |
| Ingrid Horz-Schmachtel     | GRÜNE                      | 1.740              | 4,0                | 2.379           | 5,4             |
| Josef Hannappel            | F.D.P.                     | 1.736              | 4,0                | 2.350           | 5,4             |
|                            | REP                        | –                  | –                  | 477             | 1,1             |
|                            | DIE GRAUEN                 | –                  | –                  | 148             | 0,3             |
|                            | ÖDP                        | –                  | –                  | 80              | 0,2             |
|                            | PBC                        | –                  | –                  | 75              | 0,2             |

## Wahl 1987
|                                 | Partei            | Anzahl | %     |
| ------------------------------- | ----------------- | ------ | ----- |
| Wahlberechtigte                 | Wahlberechtigte   | 59.887 | 100,0 |
| Wähler                          | Wähler            | 48.921 | 81,7  |
| Ungültige Stimmen               | Ungültige Stimmen | 581    | 1,2   |
| Gültige Stimmen                 | Gültige Stimmen   | 48.340 | 100,0 |
| davon                           |                   |        |       |
| Gerhard Dann                    | SPD               | 20.747 | 42,9  |
| Karlheinz Weimar                | CDU               | 21.224 | 43,9  |
| Heinz Kamme                     | F.D.P.            | 2.951  | 6,1   |
| Harro Marschall von Bieberstein | GRÜNE             | 3.314  | 6,9   |
| Hubert Bachhofen                | DKP               | 104    | 0,2   |

## Wahl 1983
|                   | Partei            | Anzahl | %     |
| ----------------- | ----------------- | ------ | ----- |
| Wahlberechtigte   | Wahlberechtigte   | 58.279 | 100,0 |
| Wähler            | Wähler            | 50.105 | 86,0  |
| Ungültige Stimmen | Ungültige Stimmen | 566    | 1,1   |
| Gültige Stimmen   | Gültige Stimmen   | 49.539 | 100,0 |
| davon             |                   |        |       |
| Karlheinz Weimar  | CDU               | 20.269 | 40,9  |
| Gerhard Dann      | SPD               | 23.763 | 48,0  |
| Reinhard Brückner | GRÜNE             | 2.135  | 4,3   |
| Heinz Kamme       | F.D.P.            | 3.167  | 6,4   |
| Walter Schmidt    | DKP               | 70     | 0,1   |
| Ursula Limberger  | LD                | 135    | 0,3   |

## Bisherige Wahlkreissieger
Direkt gewählte Abgeordnete des Wahlkreises Limburg-Weilburg II (bis 1982, Lahn-Dill-Kreis-Südost und Limburg-Weilburg-Ost) waren:
| Jahr | Direktkandidat     | Partei | Stimmen in % |
| ---- | ------------------ | ------ | ------------ |
| 2023 | Andreas Hofmeister | CDU    | 39,4         |
| 2018 | Andreas Hofmeister | CDU    | 31,2         |
| 2013 | Andreas Hofmeister | CDU    | 43,8         |
| 2009 | Karlheinz Weimar   | CDU    | 47,2         |
| 2008 | Karlheinz Weimar   | CDU    | 45,0         |
| 2003 | Karlheinz Weimar   | CDU    | 56,1         |
| 1999 | Karlheinz Weimar   | CDU    | 49,3         |
| 1995 | Karlheinz Weimar   | CDU    | 45,5         |
| 1991 | Karlheinz Weimar   | CDU    | 46,4         |
| 1987 | Karlheinz Weimar   | CDU    | 43,9         |
| 1983 | Gerhard Dann       | SPD    | 48,0         |
| 1982 | Gerhard Dann       | SPD    | 46,5         |